# These Are Special Times
These Are Special Times är ett julalbum av den kanadensiska sångaren Céline Dion. Det gavs ut den 30 oktober 1998 och innehåller 16 låtar.

## Låtlista
| Nr  | Titel                               | Längd |
| --- | ----------------------------------- | ----- |
| 1.  | O Holy Night                        | 5:21  |
| 2.  | Don't Save It All for Christmas Day | 4:37  |
| 3.  | Blue Christmas                      | 3:48  |
| 4.  | Another Year Has Gone By            | 3:24  |
| 5.  | The Magic of Christmas Day          | 4:17  |
| 6.  | Ave Maria                           | 4:55  |
| 7.  | Adeste Fideles                      | 4:43  |
| 8.  | The Christmas Song                  | 4:13  |
| 9.  | The Prayer                          | 4:29  |
| 10. | Brahms' Lullaby                     | 3:32  |
| 11. | Christmas Eve                       | 4:16  |
| 12. | These Are the Special Times         | 4:08  |
| 13. | Happy Xmas (War Is Over)            | 4:14  |
| 14. | I'm Your Angel (med R. Kelly)       | 5:31  |
| 15. | Feliz Navidad                       | 3:40  |
| 16. | Les cloches du hameau               | 3:10  |

## Listplaceringar
| Lista               | Topplacering |
| ------------------- | ------------ |
| Australien          | 6            |
| Belgien (Flandern)  | 16           |
| Belgien (Vallonien) | 12           |
| Finland             | 4            |
| Frankrike           | 23           |
| Nederländerna       | 3            |
| Norge               | 1            |
| Nya Zeeland         | 4            |
| Schweiz             | 1            |
| Sverige             | 3            |
| Österrike           | 2            |